# هرسی هاوکینز
هرسی هاوکینز (انگلیسی: Hersey Hawkins؛ زاده ۲۹ سپتامبر ۱۹۶۶) یک ورزشکار اهل ایالات متحده آمریکا است. 